# Небие Кабак
Небие Исмет Кабак е български политик от ДПС. Народен представител от Движението за права и свободи в XLVII и XLVIII народно събрание. Тя е най-младия народен представител в XLVIII народно събрание.

## Биография
Небие Кабак е родена на 16 март 1997 г. в Сърница, България. Завършва СУ „Св. св. Кирил и Методий“ в Сърница, а след това специалност „Счетоводство и контрол“ в Университета за национално и световно стопанство (УНСС) в София и получава магистърска степен по „Финансов контрол и финансово право“.
През началото на 2020 г. започва работа в Общинската администрация на Сърница като част от екипа, работещ в сферата на европейските и национални програми и проекти.